# Nyctycia harmodina
Nyctycia harmodina là một loài bướm đêm trong họ Noctuidae.